# Batalla de la Arada
La batalla de la Arada se libró el 2 de febrero de 1851 cerca de la ciudad de Chiquimula en Guatemala, entre las fuerzas de Guatemala y un ejército aliado de Honduras y El Salvador. La batalla formó parte de la guerra entre el gobierno conservador de Guatemala contra la coalición liberal de El Salvador y Honduras, y fue la amenaza más patente para Guatemala de perder su soberanía como república.

## Antecedentes

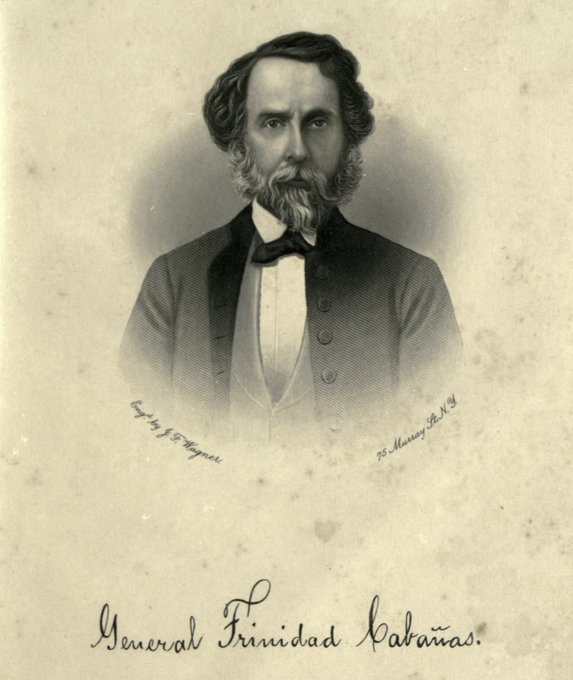
General José Trinidad Cabañas Cabañas regresó a El Salvador, donde vivió por varios años y colaboró con el gobierno de los presidentes salvadoreños Eugenio Aguilar y Doroteo Vasconcelos. Fue ministro de guerra en diciembre de 1850 y fue vencido en la Batalla de la Arada, el 2 de febrero de 1851.

Luego del retorno de Rafael Carrera, de su exilio en 1849, el gobernante salvadoreño Doroteo Vasconcelos dio asilo a los liberales guatemaltecos, quienes hostigaban al gobierno de Guatemala en varias formas: José Francisco Barrundia lo hacía desde un periódico con ese expreso fin; Vasconcelos alimentó, durante todo un año a la facción rebelde “La Montaña”, en el oriente de Guatemala distribuyendo dinero y armas entre los sublevados. A fines del año de 1850, Vasconcelos se sintió cansado de esta guerra lenta contra Guatemala y decidió obrar abiertamente. Así las cosas, el mandatario salvadoreño inició una cruzada contra el régimen conservador de Guatemala, invitando a participar en la alianza a Honduras y Nicaragua; pero de ambos gobiernos solo el hondureño presidido por Juan Lindo aceptó participar en la invasión.
Entre tanto, en Guatemala, donde se conocían perfectamente los planes de invasión en su contra, el presidente Mariano Paredes toma las previsiones necesarias para enfrentar la situación, mientras el arzobispo don Francisco de Paula García y Peláez ordena en su archidiócesis rogativas de paz.
El 4 de enero de 1851 se reunieron en Ocotepeque los presidentes de Honduras y El Salvador, con la cual quedó sellada la alianza en contra de Guatemala. El ejército salvadoreño se componía de 4000 hombres perfectamente municionados y con apoyo de artillería; los hondureños por su parte, aprestaron dos mil hombres para la campaña. El grueso de las fuerzas aliadas se situó en Metapán, por ser esta una ubicación próxima a Honduras y a la frontera guatemalteca.

### La declaración de Guerra
El 28 de enero de 1851, el presidente salvadoreño dirigió al Ministerio de Relaciones Exteriores de Guatemala un extenso comunicado, en cual se manifestaba: 
1. Que el presidente guatemalteco abandonara el mando, para que fuera ocupado por un hombre de confianza de los invasores.
2. Que Carrera fuera exiliado del país, debiendo ser conducido hacia alguno de los puertos del sur por un regimiento salvadoreño.
3. Que una vez estuvieran en poder del mando de Guatemala la alianza invasora, se convocara a una Asamblea Constituyente.
4. Que el ejército salvadoreño podría ocupar los territorios de Guatemala que considerara conveniente y por un tiempo indefinido.

Al que el gobierno guatemalteco respondió lacónicamente con una nota que decía: 

## La batalla

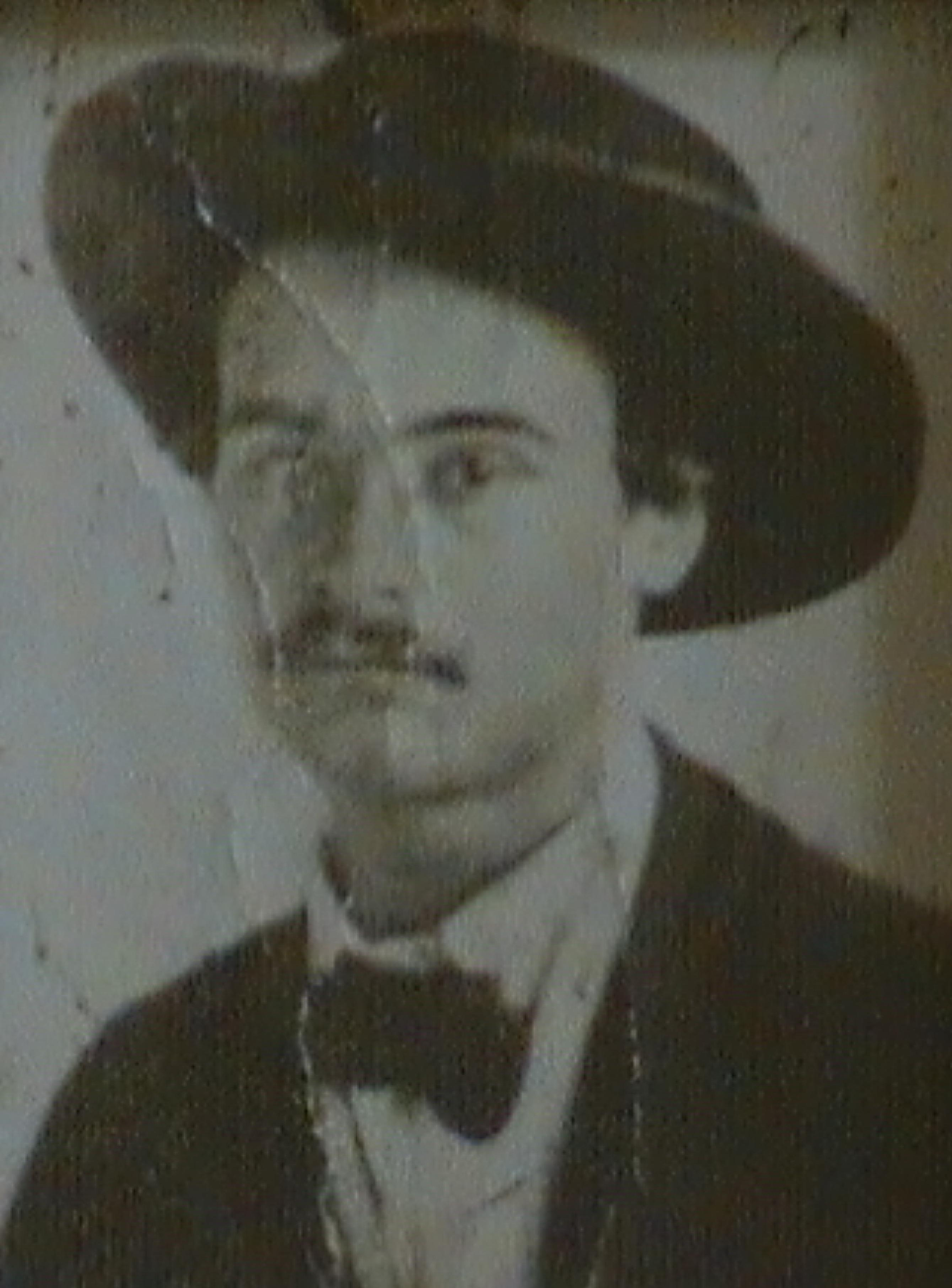
General Isidoro Saget, Militar francés Comandante en jefe del Ejército Salvadoreño en la Batalla de «La Arada» (descendientes directos, los salvadoreños Luis Adolfo Guillén Saget y los nietos de este, familia Milla Guillen).

El ejército aliado ingresó a Guatemala por tres lugares diferentes, ya que el 29 de enero entró por Piñuelas, Agua Blanca y Jutiapa, un contingente de quinientos hombres, al mando del general Vicente Baquero, pero el grueso de la fuerza marchó desde Metapán. Comandaba el ejército aliado de El Salvador y Honduras los siguientes militares: 
- General Isidoro Saget, militar francés muy experimentado en otras guerras contra Guatemala bajo el mando de Francisco Morazán. Se le nombró Jefe del Estado Mayor del Ejército, pero debido a su avanzada edad tuvo muchas dificultades para dirigir a los generales que comandaban las diferentes divisiones.[3]
- General José Santos Guardiola, comandante de la 1.ª División.
- General Ramón Belloso, comandante de la 2.ª División.
- General Indalecio Cordero, comandante de la 3. ª División.
- General Domingo Asturias, comandante de la 4. ª División.
- General José Trinidad Cabañas, a cargo de la división hondureña.
- General Gerardo Barrios, Jefe de la división San Miguel.
- Además mandaban otros cuerpos de tropa, los generales salvadoreños Ciriaco Bran y Carrascosa, además de dos generales guatemaltecos renegados: José Dolores Nufio y Doroteo Monterroso.
- Como comandante general del ejército, Doroteo Vasconcelos, presidente del Estado de El Salvador. Once generales. Lo mejor de la oficialidad que había hasta entonces en Centroamérica al frente del más poderoso ejército visto hasta aquel tiempo por estas tierras, cuatro mil quinientos efectivos militares.

De lado de Guatemala llegaron a reunirse dos mil hombres comandados por: 
- Coronel Manuel María Bolaños.
- Coronel Vicente Cerna y Cerna, corregidor de Chiquimula.
- Coronel Ignacio García Granados, comandante de la 1.ª división.
- Coronel Joaquín Solares, comandante de la 2. ª división;
- Teniente coronel Leandro Navas, a cargo de la retaguardia.
- Coronel Mariano Álvarez, oficial de artillería.
- Teniente General Rafael Carrera y Turcios, comandante en jefe de las fuerzas armadas de Guatemala.

La estrategia empleada por Carrera fue de fingir una retirada, haciendo que el enemigo lo siguiera hasta el sitio que él deseaba; o sea que escogió su propio terreno para la lucha; el 1.º. de febrero de 1851, ambos ejércitos se encontraron con únicamente el río San José de por medio.
Carrera fortifico las estibraciones del cerro de La Arada, aprovechando sus colinas suaves, de aproximadamente 50 metros de altura sobre el nivel del río; entre dicha colina y río hay unos 300 metros de vegas, mientras alrededor había siembra de caña de azúcar. Carrera dividió sus fuerzas en tres secciones: la izquierda, dirigida por Cerna y Solares; la derecha comandada por Bolaños, y él mandaba personalmente desde el centro, donde colocó la artillería. Quinientos hombres quedaron en Chiquimula en defensa de la plaza y previniendo cubrir una posible retirada, por lo que solo utilizó mil quinientos hombres guatemaltecos contra un enemigo de cuatro mil quinientos efectivos.

### El 2 de febrero

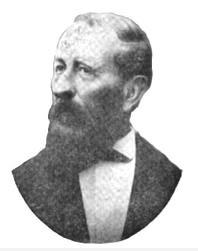
Coronel Vicente Cerna y Cerna, del ejército conservador guatemalteco. Participó en la Batalla de la Arada cuando era corregidor de Chiquimula.

Se inició el combate a las 8:30 de la mañana del 2 de febrero de 1851. Los aliados tomaron la iniciativa atacando por tres puntos diferentes y abriéndose un fuego muy vivo por ambas partes. La primera carga de los aliados fue repelida por los defensores de la colina; al segundo ataque los aliados lograron tomar la primera línea de trincheras, de donde nuevamente fueron arrojados. A la tercera carga, la fuerza hondura-salvadoreña avanzó más, hasta llegar a confundirse con los soldados guatemaltecos, que peleaban ahora cuerpo a cuerpo y a punta de bayoneta, mientras que la artillería guatemalteca castigaba duramente el grueso de los atacantes. En el punto más álgido de la batalla, cuando el resultado parecía incierto, Carrera ordenó que se incendiasen los cañales que flanqueaba la vega del río donde operaba el ejército invasor. De esta forma rodeó al enemigo ya que ahora tenía frente a sí el fuego vivo del ejército guatemalteco, por los flancos un incendio y hacia atrás el río, que dificultaba la retirada. Al ver esto la división central aliada cundió en pánico y comenzó una retirada desorganizada. El general Saget ordenó tocar retirada para el cuerpo de Cabañas, la división hondureña que peleaba junto a la salvadoreña en el centro, pero todo el ejército emprendió la huida. Pronto se inició un retroceso de las líneas aliadas, que era más bien una fuga, que una retirada estratégica.
| «...hacia las cinco de la tarde el fuego se hacía menos fuerte, y el sol de oriente guatemalteco alumbraba una escena terrible: Entre el humo y las cenizas, quedaba el campo lleno de cadáveres. Cuando terminó el combate se notó la falta del jefe guatemalteco; se le, buscó entre los muertos y finalmente fue hallado tendido a la sombra de un árbol, boca arriba, con los brazos en cruz y respirando lentamente; en su mano derecha sostenía su sable tinto en sangre, el cual no podía soltar pues tenía la mano hinchada por la pelea.» —Francis Polo Sifontes |

Los quinientos hombres que mandaba el coronel Navas, y que se hallaban frescos por haber estado en la retaguardia, se lanzaron en persecución de lo que quedaba del ejército aliado, el cual buscaba desesperadamente las fronteras de sus países. El recuento final de las pérdidas de los aliados arrojó quinientos veintiocho muertos, doscientos prisioneros, mil fusiles abandonado en el campo de batalla, trece mil cartuchos útiles abandonados, multitud de bestias y equipajes, once cajas de guerra y siete piezas de artillería.
El presidente Vasconcelos buscó refugio en El Salvador, mientras se vio cruzar en la frontera hondureña a dos generales que montaban el mismo caballo.  Por donde pasaba, Vasconcelos era abucheado por sus conciudadanos. Carrera hizo reagrupar al ejército y cruzó la frontera en El Salvador; se encontraba acampando en Santa Ana, cuando recibió órdenes del presidente Mariano Paredes de regresar a Guatemala en vista de que los aliados solicitaban la paz.

## Consecuencias
Como resultado inmediato del triunfo de las armas guatemaltecas en "La Arada", una Asamblea Nacional Constituyente promulgó el 19 de octubre de 1851, una carta fundamental de gobierno, que se llamó el Acta Constitutiva de la República. Su contenido era breve, pues solo constaba de dieciocho artículos, en los cuales se establecían los principios generales para el funcionamiento de la República, fundada 4 años antes. La Batalla de la Arada significó la hegemonía de Guatemala en Centroamérica y aseguró el clima para una época de restauración, seguridad y una bonanza económica. Además, fue el punto de inicio del gobierno vitalicio para Rafael Carrera y Turcios.